# 照井堰用水
照井堰用水（てるいぜきようすい）は、岩手県磐井川の厳美渓上流部に設けられた大〆切頭首工を水源に一関市と平泉町を流れる総延長64キロメートルの三本の人工河川（疎水）の総称で、藤原秀衡の家臣・照井太郎高春が灌漑目的に開削し、子孫の照井太郎高安が完成した。
照井氏の偉業を称えてその姓を付け照井堰と名付けられた。
平泉町を流れ衣川に注ぐ北照井堰は農業用水路としてのみならず世界遺産「平泉―仏国土（浄土）を表す建築・庭園及び考古学的遺跡群―」の構成資産である毛越寺浄土式庭園の水源にもなっている。また、南照井堰と大江堰は江戸時代に一関藩により完成し、現在も一関市、平泉町の穀倉地帯1,073haの水田に水を供給している。
2006年（平成18年）に疎水百選に選定され、2016年（平成28年）には国際かんがい排水委員会のかんがい施設遺産に登録された。

## 沿革
- 1189年（文治5年） - 照井太郎高春開削
- 1493年（明応2年） - 照井太郎高安開削
- 1494年（明応3年） - 五串村･猪岡村両岸に穴堰を開き、 南猪岡村・上黒沢村・中黒沢村・下黒沢村・一関村・三関村への水路開削(現大江堰)
- 1643年（寛永20年） - 仙台藩が照井堰改修
- 1648年-1653年（慶安年間） - 大旱魃（だいかんばつ）
- 1854年（嘉承7年） - 柏原左衛門が北照井堰穴山隧道(現猿鼻隧道)
- 1871年（明治4年） - 廃藩置県により、照井堰の管理は郡役所に移管
- 1908年（明治41年） - 照井堰の管理は照井堰普通水利組合に移管
- 1950年-1951年（昭和24年-25年） - カスリン台風・アイオン台風によって壊滅した、岩手県による頭首工の復旧工事[1]
- 1951年-1955年（昭和26年-30年）岩手県営事業として全幹線水路が改修、素堀水路に石積護岸工が施工[1]
- 1952年（昭和27年） - 法制定により、照井堰土地改良区となる
- 1985年（昭和60年） - 大江堰土地改良区と合併して照井大江土地改良区となる
- 1996年（平成8年） - 舞川土地改良区と平泉土地改良区と合併して照井土地改良区となる
- 2006年（平成18年） - 疎水百選に選定
- 2015年（平成27年） - 照井土地改良区と束稲土地改良区が合併
- 2016年（平成28年） - 世界かんがい施設遺産に登録となる

## ギャラリー

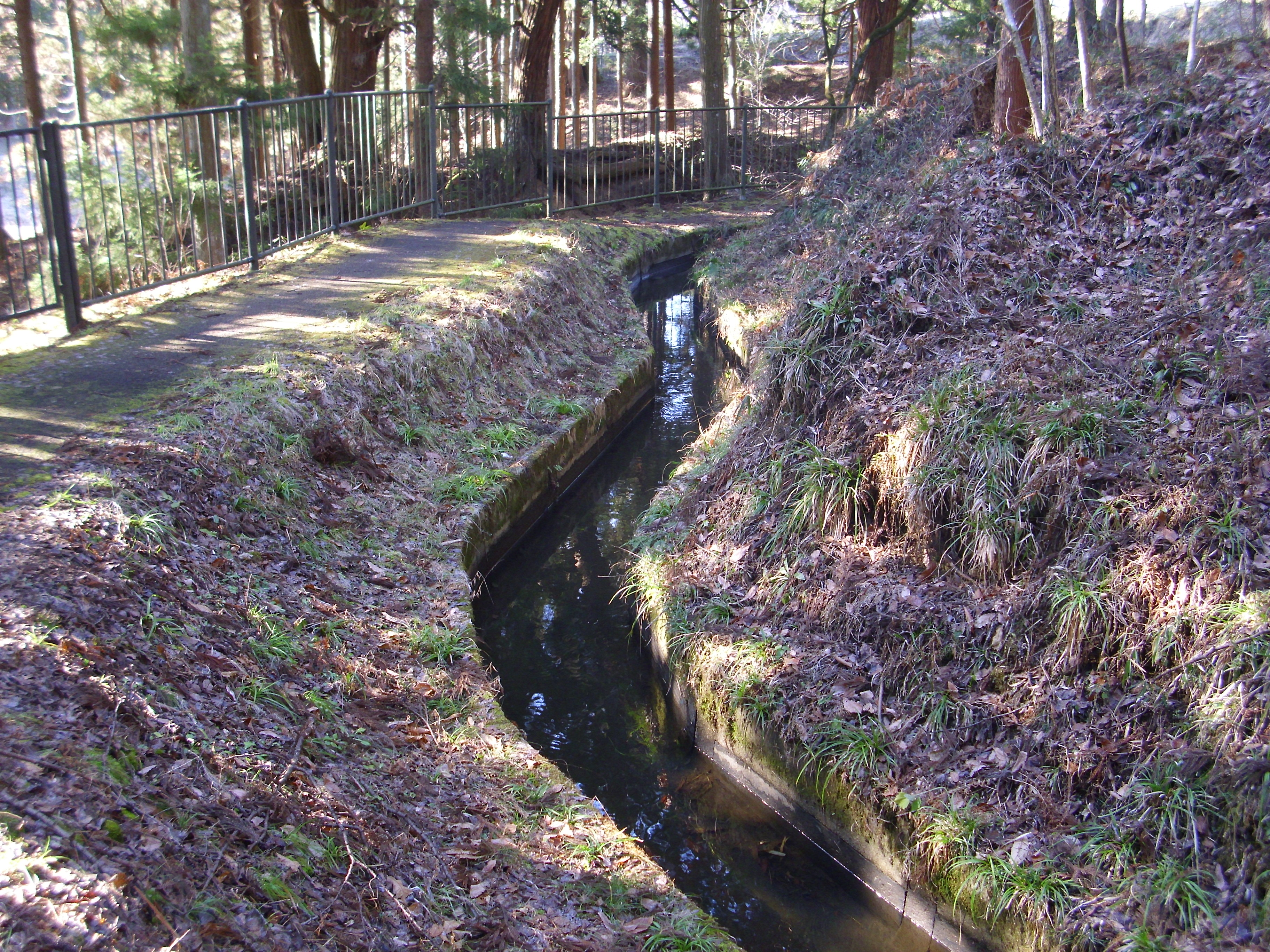
北照井堰用水
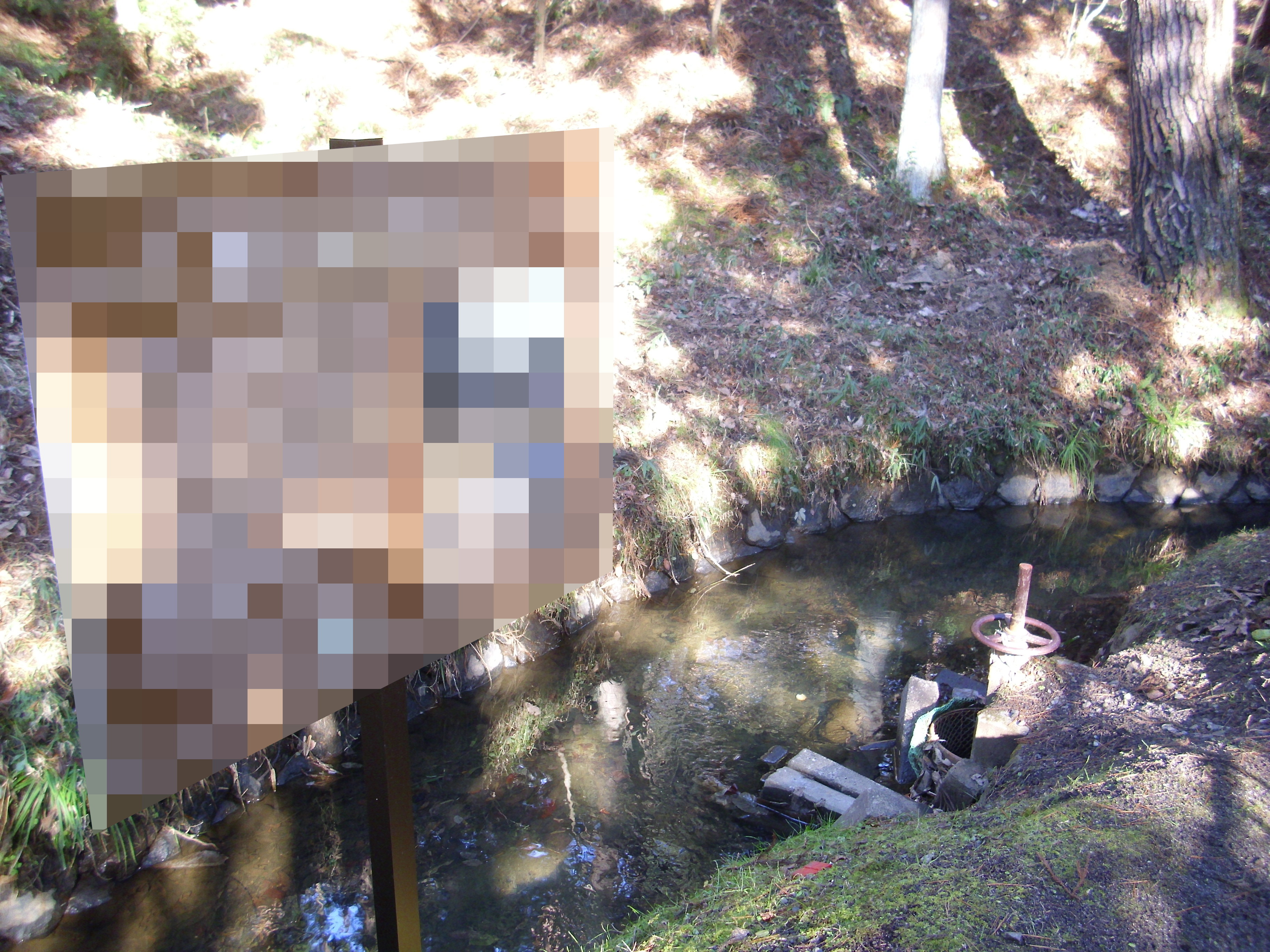
毛越寺浄土庭園の取水口
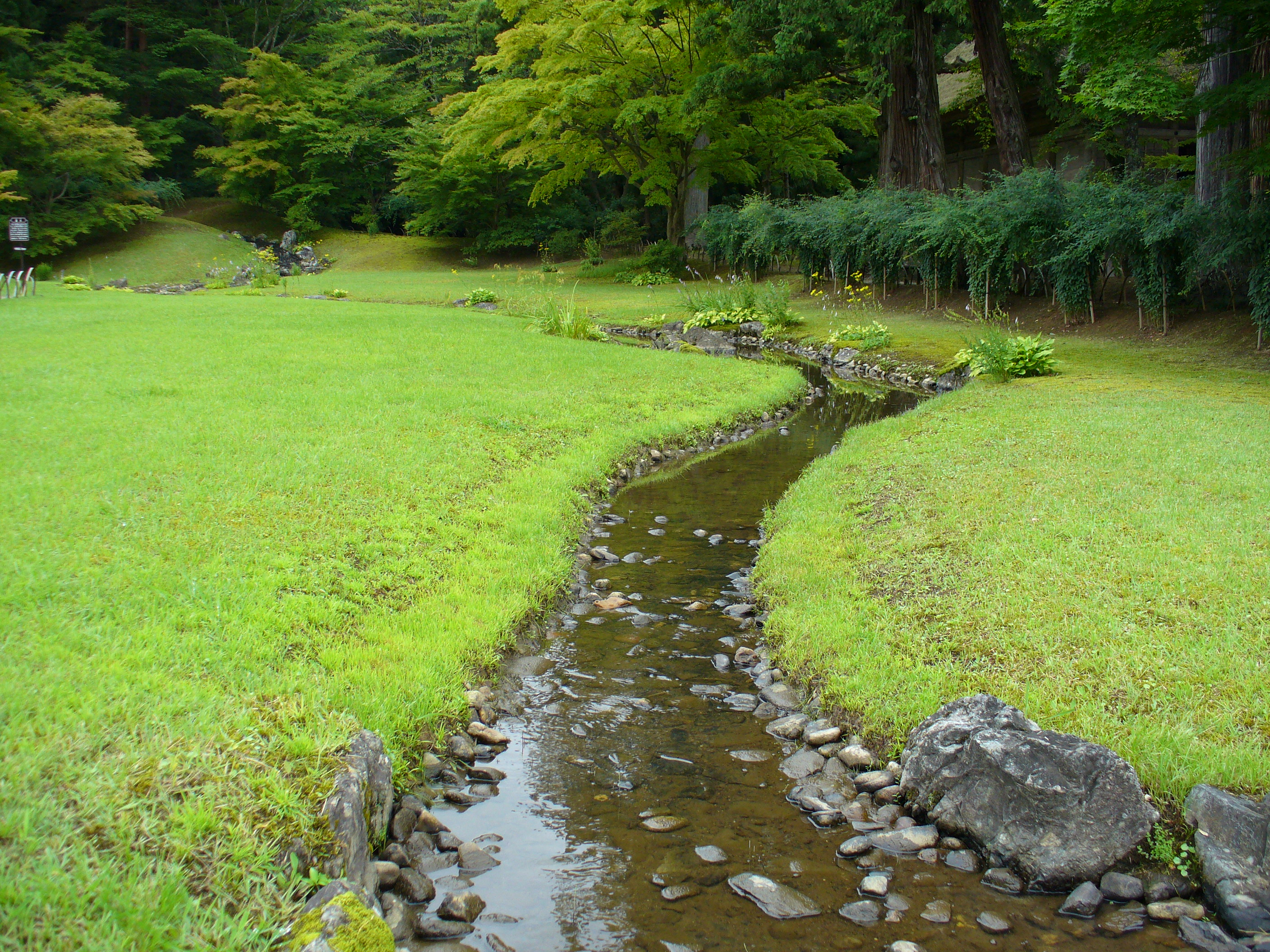
毛越寺の鑓水
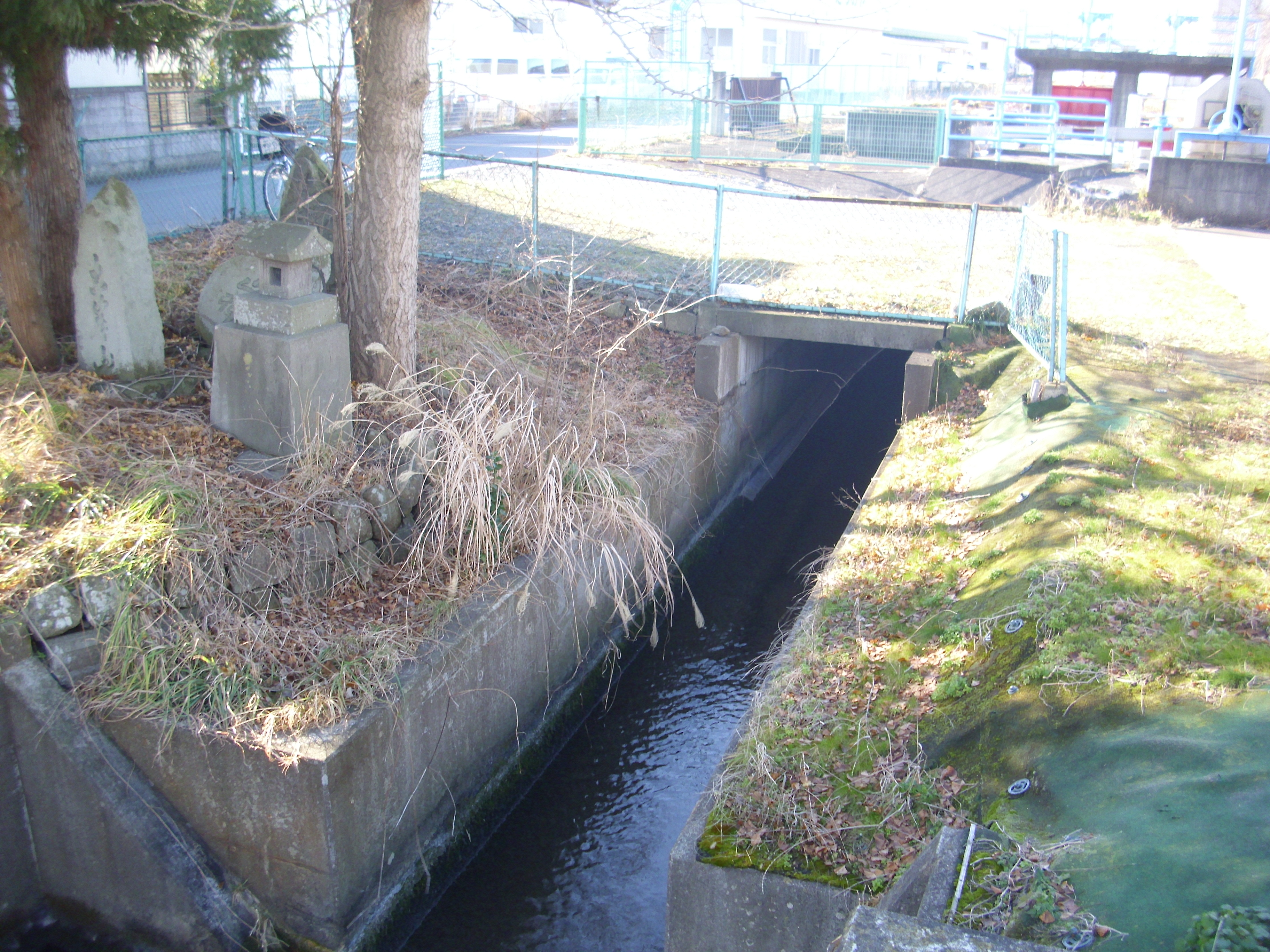
南照井堰用水

## 関係施設位置
- 大〆切頭首工北緯38度56分57.77秒 東経141度2分8.13秒